# 알렉산더 캠벨

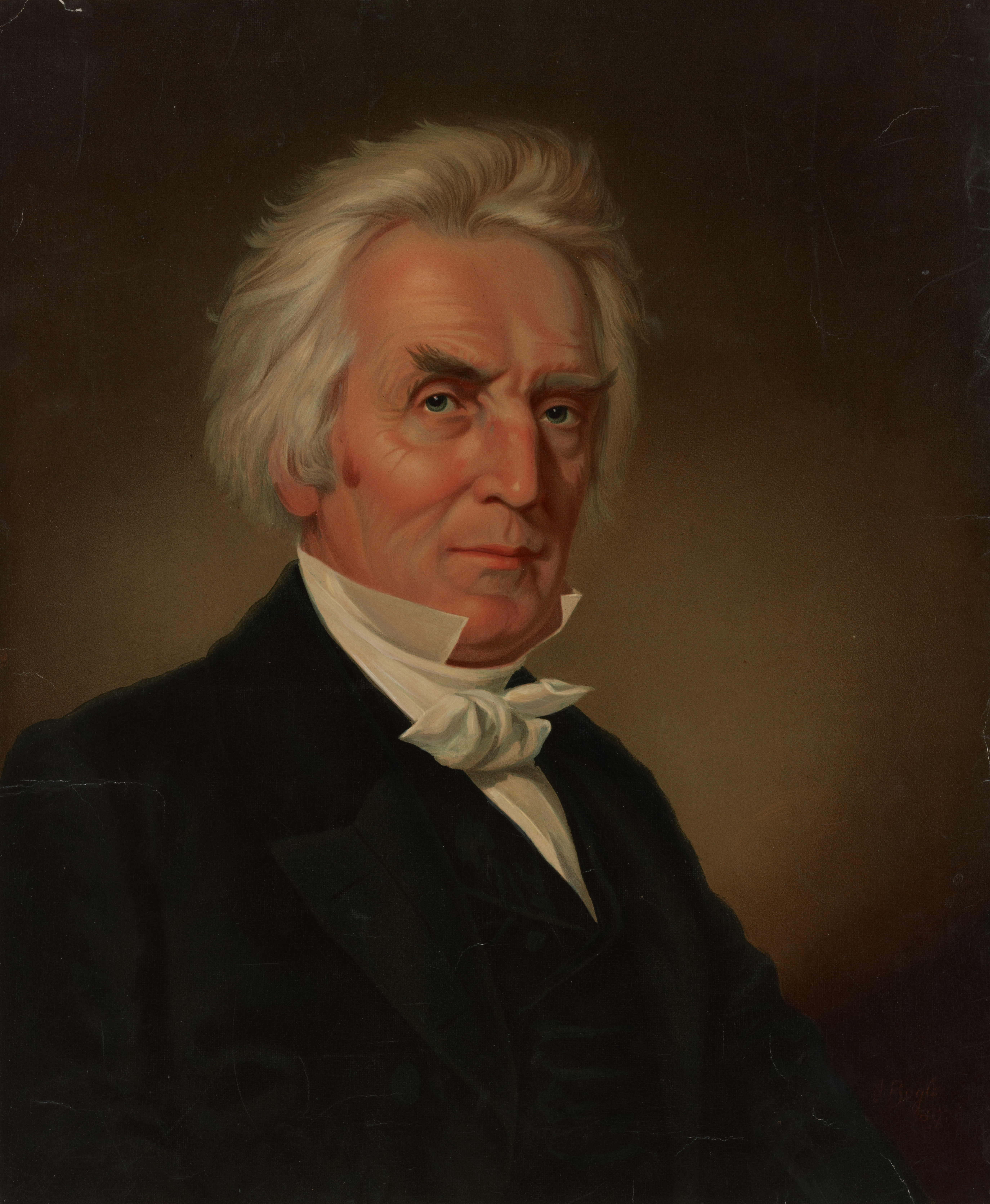
알렉산더 캠벨 1855년 경

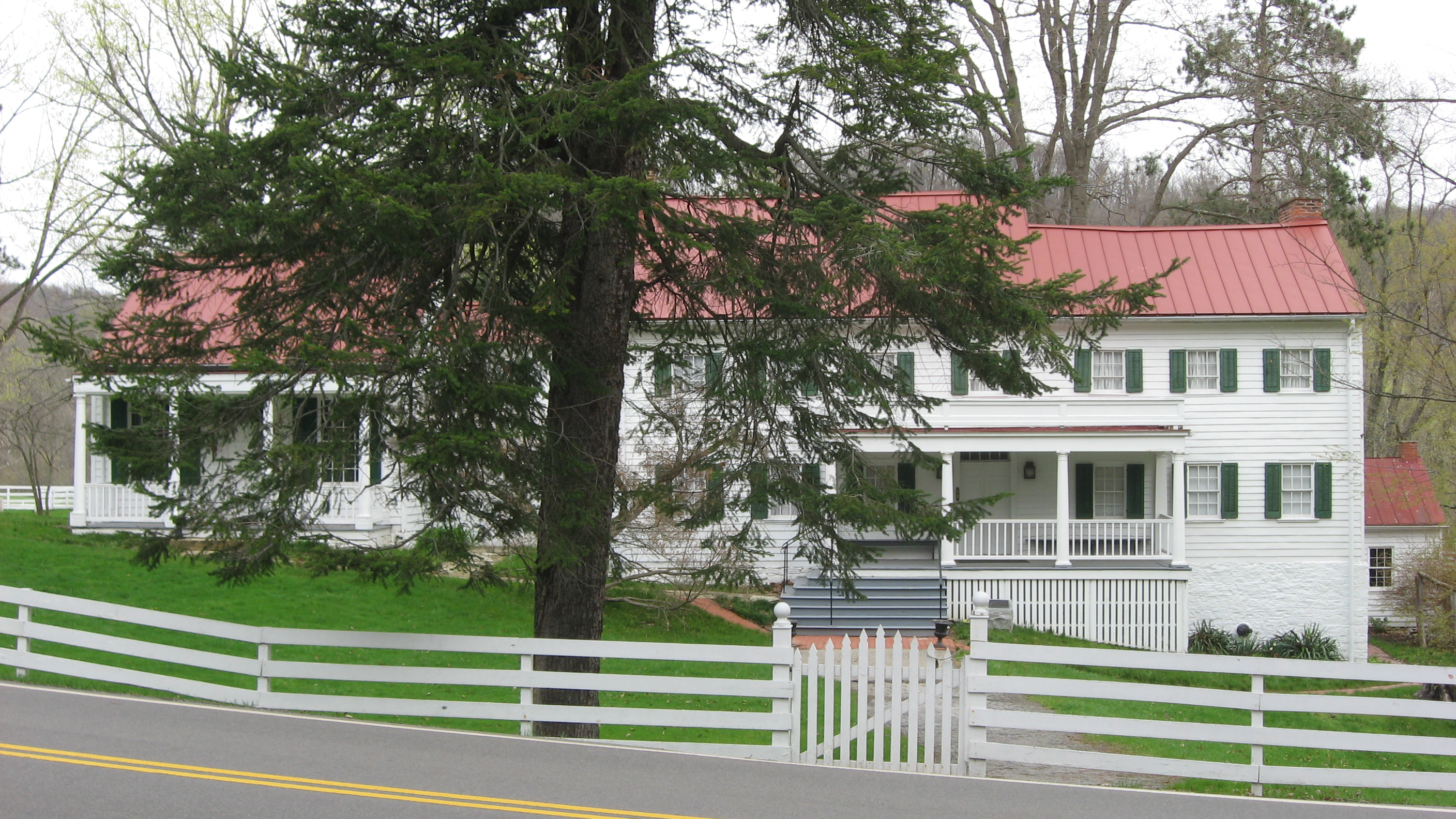
캠벨의 집

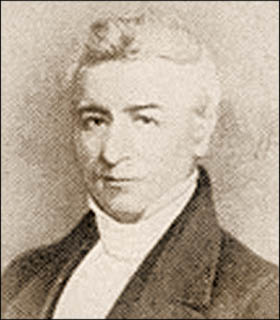
젋은 시절 갬벨

알렉산더 캠벨(Alexander Campbell, 1788년 9월 12일 – 1866년 3월 4일)는 스코틀랜드-아일랜드 이민자로서 목회지였다.  그는 그의 아버지 토마스 캠벨이 회복운동이라고 알려진 개혁사역에 합류하였다. 이 운동은 스톤 캠벨 운동으로 어느정도 알려진 것이다. 성경을 비롯한 몇 가지 본질적인 것들을 강조한 초교파적인 기독교 교회의 발전을 일으키게하였다.:111

## 생애
그리스도의 제자라는 평신도 단체를 만들어 미국 침례교회의 부흥을 빠르게 이끌었다. 이들의 빠른 성장은 19세기 미국의 모든 하나님의 사람들의 사역에 크게 영향을 미쳤다. 

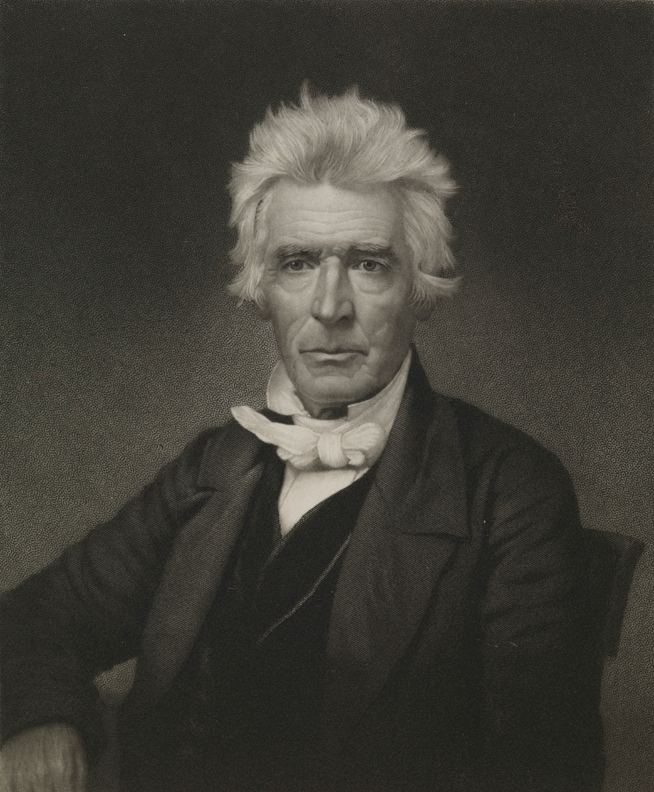
알렉산더 캠벨

## 작품
- 살아있는 말씀(1826년)—Campbell's 의 번역이 새로운 신약
- 시편,찬송과 신령한 노래(1828)
- 투자 설명서의 천년 선구자(1829)
- 망상의 분석가 몰몬경(1832)
- 기독교의 동반자(1836)
- 기독교는 시스템(1839)—요약 캠벨의 신학
- 기독교 찬송가(1843)
- 지역의 사람들을 위해 켄터키(1849)
- 기독교인이 세례를 받은 그 이력하고 Consequents(1851)
- 사도행전(1858)—Campbell 의 번역
- 추억의 장로 토마스 캠벨(1861)
- 인기 있는 강의 및 주소를(1863)
- 익숙한 강의에서는 모세 오경(1867)